# Cladotanytarsus sexdentatus
Cladotanytarsus sexdentatus är en tvåvingeart som först beskrevs av Chernovskij 1949.  Cladotanytarsus sexdentatus ingår i släktet Cladotanytarsus och familjen fjädermyggor. Inga underarter finns listade i Catalogue of Life.